# Bourse d'Égypte
La Bourse d’Égypte est située au Caire et à Alexandrie. Elle est le produit de la fusion entre la Bourse d'Alexandrie (créée en 1888) et celle du Caire (créée en 1903). Dans les années 1940, avant leur fusion, leur capitalisation cumulée en fait l’une des 5 bourses les plus importantes au monde.
Mais à cause de la politique socialiste du gouvernement égyptien des années 1950, elle perdit sa place et ne redevint attractive qu’après des réformes en 1992.
Les transactions boursières ne sont pas soumises à l'impôt sur les plus-values. Les dividendes distribués par les sociétés cotées en bourse aux actionnaires ne sont pas non plus soumis à l'impôt sur le revenu. Cependant, en 2013, une taxe de 0,001 % a été instaurée sur toutes les transactions boursières. La même année, le ministère des Finances a annoncé l'intention du gouvernement d'abroger la taxe de 10 % sur les plus-values instaurée l'année précédente sur les fusions et acquisitions, ainsi que la taxe prévue sur les dividendes en espèces, et de rembourser les investisseurs qui l'ont acquittée.
La Bourse égyptienne est membre de la Fédération des bourses eurasiatiques.

## Histoire
Les origines de la bourse égyptienne remontent à 1883, avec la création du premier marché à terme à Alexandrie. En 1899, sous le règne du Khédive Abbas II, la bourse déménagea dans de nouveaux locaux sur la place Mohammed Ali, aujourd'hui connue sous le nom d'El Manshiyya. En 1902, le Syndicat des courtiers fut créé, établissant les premières règles régissant les activités boursières.
En 1903, la Société égyptienne de banque et de bourse fut fondée au Caire sous la forme d'une société à responsabilité limitée par un groupe d'investisseurs et de courtiers. Ils choisirent l'ancien bâtiment de la Banque ottomane, aujourd'hui connu sous le nom de Groppi Building, rue Maghrabi, pour y installer leur siège social. Le Syndicat des courtiers établit les conditions du marché, notamment les critères de cotation, les règles de négociation et les mécanismes de résolution des litiges entre courtiers et de traitement des plaintes du public.
En 1908, une véritable plateforme de négociation était apparue au Caire, située en face du consulat de France, où les investisseurs pouvaient suivre l'activité du marché. La première loi régissant les bourses a été promulguée le 8 novembre 1909. En 1928, la bourse a déménagé à son emplacement actuel, rue El Sharifin. Ce nouveau siège social a été financé par une société fondée par des courtiers, à la suite de la cessation des activités de l'ancienne société.
La Bourse égyptienne a chuté de 6,25 % après le début de la révolution égyptienne de 2011, le 25 janvier,. Elle a fermé à la fin des échanges le 27 janvier, après la chute de 16 % de l'indice de référence EGX 30 cette semaine-là, en pleine révolte. La bourse a rouvert le 23 mars après près de huit semaines de fermeture. Le marché a encore chuté de 8,9 % à sa réouverture.

## Indice EGX 30
L'indice EGX 30 (anciennement connu sous le nom d'indice CASE 30) est un indice conçu et calculé par la Bourse égyptienne, qui a commencé à publier ses données le 2 février 2003, via des promoteurs de données, des bulletins boursiers, le site web de la bourse, des journaux, etc. L'indice a été initialement lancé le 2 janvier 1998, avec une valeur de base de 1 000 points.

## Indice EGX 70
La Bourse égyptienne a créé un nouvel indice de prix appelé EGX 70, entré en vigueur le 1er mars 2009. Ce nouvel indice mesure la performance des 70 sociétés les plus actives du marché égyptien, après exclusion des 30 sociétés les plus actives qui composent l'indice EGX 30.

## Indice EGX 100
La Bourse égyptienne a lancé un nouvel indice de prix appelé EGX 100 le 2 août 2009. Ce nouvel indice mesure la performance des 100 entreprises les plus actives du marché égyptien, dont les 30 entreprises les plus actives qui composent l'indice EGX 30 et les 70 entreprises qui composent l'indice EGX 70.